# Мистер Малой
Андре́й Евге́ньевич Цыгано́в (род. 1 апреля 1979, Ленинград, СССР), более известный под псевдонимом Ми́стер Мало́й — российский рэп-исполнитель. Наиболее известен по хиту «Буду погибать молодым», ставшему «гимном поколения 90-х».
В 1991 году Цыганов увлёкся брейк-дансом, благодаря чему познакомился через диджея Андрея «Репу» Репникова с рэп-группой «Термоядерный джем», участники которой решили сделать из него российский аналог американского проекта Kris Kross. Музыку и тексты для него писали Хот и DJ Тенгиз. В 1993 году продюсером проекта «Мистер Малой» стал Евгений Орлов, а через год его сменил Игорь Силиверстов.
С 1995 по 2004 год Мистер Малой выпустил три сольных альбома и один совместный с группой «Пьянству бойс». Также имеет в своём репертуаре два неизданных альбома. Отличительными особенностями его песен являются игра слов, юмористический подход и фанковое звучание, а на своих альбомах Малой намеренно допускает ошибки в названиях своих песен, чтобы они лучше запоминались.

## Биография
Андрей Цыганов родился 1 апреля 1979 года в Ленинграде, где с детства жил на проспекте Просвещения. Отец Цыганова был капитаном-лейтенантом подводного флота и на полгода уходил в боевой рейд, а мать была фармацевтом и занималась воспитанием двоих детей. В детстве Цыганов постоянно слушал песни Виктора Цоя.
В 1991 году старший брат Цыганова услышал по радио объявление о наборе в школу современного танца в ДК «Связи», где проходила дискотека «Курьер». Цыганов-младший пошёл с ним за компанию и познакомился там с парнями, которые отвели его в ДК «Мир», где он попал в брейк-данс-тусовку. Обучившись брейк-дансу, Цыганов начал ходить на танцы во дворец культуры имени Ленсовета, где в качестве танцора присоединился к группе «Академия-2», а также познакомился с 21-летним диджеем Андреем «Репой» Репниковым, под музыку которого он часто танцевал. Репников познакомил его с Тенгизом (Денис Чернышов) и Хотабом (Мераб Садыков), участниками рэп-группы «Термоядерный джем», на фестивале «Рэп-пик-91» 21 апреля 1991 года. Цыганов попросился к ним в группу в качестве танцора, но вместо этого Тенгиз и Хотаб решили сделать из него российский аналог американского проекта Kris Kross. Псевдоним «Мистер Малой» придумал Тенгиз после частого прослушивания песни «Mistadobalina» рэп-исполнителя Del The Funky Homosapien. Музыку и тексты юному дарованию писали Тенгиз и Хотаб. Проект был назван «Мистер Малой и Ти-джем».
В 1992 году Мистер Малой записал свою первую песню «Ленинград», кавер-версию песни рэп-группы «Имя защищено», а также принял участие в записи четырёх треков для дебютного альбома группы «Термоядерный джем», «Рапиристы»: «Волт Дисней», «Бейс пол», «Фифти фифти» и «Дайте денег». Первые треки с участием Малого записывались на домашней студии Репникова в Санкт-Петербурге на аналоговую аудиокассету на 4х-канальной портастудии «Amstrad», а для создания скретча диджей «Вольф» (из группы «Имя защищено») использовал советский виниловый проигрыватель фирмы «Аккорд». Затем группа арендовала студию на четыре часа, где было записано четыре песни, поскольку на большее не было денег. Тенгиз принёс с собой проигрыватель фирмы «Аккорд» и несколько виниловых пластинок, а Репа принёс аудиокассету Саймона Харриса с хип-хоп-барабанами, которую он тайком переписал с компакт-диска у диджея Грува. С этой кассеты были взяты барабаны для песни «Буду погибать молодым», которую исполнил Мистер Малой. «Термоядерный джем» выпустил кассетный релиз «Рапиристы» 19 ноября 1992 года.
В 1993 году продюсером проекта «Мистер Малой» стал Евгений Орлов. Песня «Буду погибать молодым» попала в хит-парады радиостанций «Европа Плюс», «радио Балтика» и в ротацию передачи «Танцевальная академия», которую вёл Владимир «DJ Фонарь» Фонарёв на радио «Максимум». Летом 1993 года был снят видеоклип на песню «Буду погибать молодым». Видео снял Артём Манукян из группы «Академия-2» вместе со своим братом. В видео снялись группа «Термоядерный джем», «Репа», Shooroop, DJ 108, Пепс, Серж (СТДК), Бикей (Триатлон), Баскет и «Академия-2». Премьера видеоклипа состоялась в программе «50/50» на «1-м канале Останкино».
В 1994 году новым продюсером Мистера Малого стал Игорь Силиверстов, который заинтересовался им после прослушивания аудиокассеты, принесённой ему диджеем «Капитаном Фанни» (Владимир «Фонарь» Фонарёв). Тенгиз и Хотаб закрыли проект «Термоядерный джем» и стали участниками проекта «Мистер Малой» в качестве авторов текстов и музыки, а также бэк-вокалистов. Из общего гонорара за концерты половину суммы забирал себе продюсер, остальную половину делили между собой Малой, Тенгиз и Хот. По словам Цыганова, деньги он тратил на вечеринки и наркотики, став жертвой собственной славы; так продолжалось пять лет. 15 сентября Малой занял второе место на втором международном музыкальном фестивале «Поколение-94» в Москве. По словам Цыганова, организаторы хотели присудить ему первое место, но, узнав, что у Малого подписан контракт с Силиверстовым, передумали, поскольку для первого места ему нужно было подписать контракт с ними. Но тем не менее приз от прессы и деньги от спонсоров всё равно достались проекту «Мистер Малой». Малой попал на первую полосу газеты «Комсомольская правда», где он стоял в обнимку с Натальей Ветлицкой, которая вручала ему главный приз. В ноябре Цыганова исключили из школы в десятом классе за систематические прогулы, в результате чего он переехал в Москву. Здесь он начал дописывать альбом в студии «Союз», живя при этом в гостинице «Лужники». 21 ноября Малой выступил с сольным концертом в арт-клубе «Пилот» на акции под названием «Прощай, школа!» («Новое поколение — против вредных привычек»), организованной студией «Арт Пикчерз Групп» и «Радио «Максимум».
Летом 1995 года был выпущен дебютный альбом «Буду погибать молодым» (стилизованно как «Буду пагибать малодым»). На аудиокассетах альбом выпустила продюсерская фирма «Медиастар», а на компакт-дисках — Pelican Records. Альбом состоит из 9 треков. Всю музыку и тексты для альбома написали Тенгиз и Хотаб. По словам Тенгиза, альбом разошёлся в количестве 400 тысяч экземпляров.
В период с 1995 по 1997 год Мистер Малой записал на студии «ДоРеМикс» второй альбом «Лови кураж», авторами слов и музыки которого также являлись Чернышов и Садыков, а в одноимённой композиции приняла участие певица Наталья Ветлицкая. Альбом состоит из 9 треков и был выпущен в начале 1998 года на лейбле «Видео Союз». В 1997 году Малой был ведущим программы «Доремикс» на «Радио Рекорд».
С 2001 по 2002 год Цыганов находился в реабилитационном центре химической зависимости Государственного наркологического диспансера Санкт-Петербурга, где лечился не только от нарко, но и от алкозависимости. В 2002 году Мистер Малой принял участие в записи песни «Буду покупать» для дебютного альбома группы «Пьянству бойс» (Тенгиз, Хот и Вис), «А и Б сидели на игле».
23 ноября 2002 года лейбл «Доремикс Рекордс» выпустил третий по счёту альбом Мистера Малого «Курил. Бухал». В альбоме Малой рассказывает о том, чем он занимался последние шесть лет. Всю музыку для альбома создал Тенгиз при содействии диджеев DJ LA, DJ Tonik и DJ Кит, а тексты написали Тенгиз, Хот и Вис.
6 сентября 2003 года Мистер Малой выступил на международном фестивале электронной и поп-музыки «Вспышка-2003» в ДС «Юбилейный» в Санкт-Петербурге, а также принял участие в проекте «Бойцовский клуб на MTV». 22 ноября 2003 года выступил в Ледовом дворце Санкт-Петербурга на первом ежегодном международном ретромегадэнсе «ДискотЭка».
26 июня 2004 года группа «Пьянству бойс» выпустила на лейбле «Доремикс Рекордс» совместный альбом с Мистером Малым «Шлак-Дональдс», записанный в период с 2003 по 2004 год. Изначально планировался альбом группы «Пьянству бойс» под рабочим названием «Минздрав был прав». Всю музыку для альбома создал Тенгиз при содействии диджеев DJ LA, DJ Tonik и DJ Кит, а тексты написали Тенгиз, Хот, Вис и Мистер Малой. В записи альбома приняли участие Лигалайз, DJ 108, DJ Кефир (из рэп-группы «Имя защищено») и другие.
В 2007 году окончил Санкт-Петербургский государственный университет культуры и искусств, где учился на факультете социально-культурных технологий по специальности «культурные технологии». А также занимался озвучиванием кинофильмов, среди которых были «Очень эпическое кино» и «Теркель и неприятность».
В 2008 году Мистер Малой совместно с Тенгизом записал альбом «На высоких берегах гламура», который так и не был выпущен. Занимался продюсерской деятельностью в местном клубе «Грибоедов», а также организацией фестиваля молодых и начинающих МС «Рэп-Пит», при этом работая в компании «Тенгиз-Рекордс».
В 2008 году Мистер Малой выпустил видеоклип на песню «Шлак-Дональдс», текст к которой написали Хот, Тенгиз и Малой, а музыку сделал Тенгиз.
13 мая 2009 года состоялась презентация интернет-сингла «Спасибо Фифти Центру за это». 25 сентября 2009 года один из авторов проекта «Мистер Малой», Мераб «Хот» Садыков, умер от туберкулёза лёгких. В 2010 году другой автор проекта, Тенгиз, уехал в Майами и открыл там студию звукозаписи.
В 2011 году Мистер Малой принял участие в проекте «Чернила», представляющем собой мэш-ап из фотографии и современной иллюстрации.
В 2012 году Мистер Малой выпустил видеоклип на песню «Дельтаплан», текст к которой написал Тенгиз.
В 2013 году организовал вместе с Юлией Чай проект Generation Yoga, в котором каждый желающий может познакомиться со всеми гранями йоги в креативных пространствах Петербурга. В 2013 году Мистер Малой записал совместно с Тенгизом 10-трековый альбом «Малимпиада». Его выход был запланирован на февраль 2014 года. 16 марта 2014 года был презентован одноимённый клип. Но альбом так и не был выпущен из-за того, что Малой прекратил сотрудничество с Тенгизом и начал сольный проект.
С 2014 по 2015 год был ведущим программы Fresh Farsh для интернет-канала Piter.TV.
В марте 2018 года в честь выборов президента России Мистер Малой выпустил сингл и видеоклип на песню «Пердизент 2018». В августе 2018 года Мистер Малой снялся в видеоклипе «90» певицы «Монеточки».
4 октября 2019 года Мистер Малой выступил на площадке Adrenaline Stadium на шоу «90-е Мегахит».
В мае 2020 года Мистер Малой выпустил сингл «Криптохит», сопроводив его видеорядом.
В 2022 году Мистер Малой записал совместно с рэп-группами Bad Balance и «Мальчишник» песню под названием «Бомба танцпола». Решение записать совместный трек музыканты приняли после концерта «Верните мне мой 1992», состоявшегося в московском клубе 1930 Moscow 21 января. 28 июня на композицию был снят видеоклип, режиссёром которого выступил Олег Степченко. Выход макси-сингла и клипа состоялся 30 сентября. В августе Малой выпустил сингл Sochifornia (Мистер Малой & Ронов).

## Личная жизнь
В 2013 году Цыганов занялся йогой и стал вегетарианцем. В 2015 году переехал из Санкт-Петербурга в Сочи, где и живёт в настоящее время. Женат. Есть ребёнок.

## Критика
В ноябре 1994 года редактор газеты «Коммерсантъ» написал, что песня «Буду погибать молодым» звучит теперь повсюду, самого же исполнителя он назвал «юным птенцом гнезда шоумена Игоря Силиверстова».
В августе 1995 года редактор газеты «Музыкальная правда», делая рецензию на альбом «Буду пагибать малодым», назвал одноимённую песню «гимном современного тинейджера».
Осенью 1995 года редактор журнала «Художественный журнал», Сергей Кузнецов, делая рецензию на альбом «Буду пагибать малодым», написал, что проект «Мистер Малой» следует признать, наверное, самым удачным дебютом музыкального года.
В мае 1998 года обозреватель музыкальной газеты «Живой звук», Илья Кормильцев, в своей рецензии к альбому «Лови кураж» отметил среди минусов альбома «суетливость, недоделанность и неудачные потуги на юмор».
В июле 2004 года главный редактор портала Rap.ru, Андрей Никитин, в своей рецензии назвал «Шлак-Дональдс» альбомом с классическим хип-хоп-звучанием, приправленным фанком, напоминающим De La Soul, а иногда Jurassic 5.

### Ретроспектива
В 2007 году редактор журнала «Ваш досуг», Константин Черунов, отнёс «Чёрное и Белое», «Мальчишник», «Ван Моо» и «Мистера Малого» к числу тех рэп-групп, которые с приходом «перестройки» «заполонили хип-хоп-сцену в чудовищных одеждах из кооперативных ларьков и с образованием восемь классов».
В 2007 году главный редактор портала Rap.ru, Андрей Никитин, написал в российском издании журнала Billboard, что Мистер Малой был «одним из первых продюсерских проектов в русском рэпе» и «доказал, что дело Робертино Лоретти живёт и процветает», а его песню «Буду погибать молодым» назвал «гимном поколения».
В 2013 году редактор портала Rap.ru, Николай Редькин, в российском издании журнала «Афиша» описал проект «Мистер Малой» как ещё один наглядный пример творческой свободы, царившей в поп-музыке девяностых.
В 2015 году российский портал The Flow в рамках проекта «Beats&Vibes: 50 главных событий в русском рэпе» посвятил статью «Мистеру Малому», в которой написал, что в начале 90-х песня «Буду погибать молодым» играла из каждого киоска и «каким-то образом совпала с мироощущением поколения».
В 2018 году редактор газеты «Коммерсантъ С-Петербург», Константин Петров, отнёс группы «Мальчишник» и «Кар-Мэн», а также Лику МС и «Мистера Малого» к числу тех рэп-исполнителей, которые не позиционировали себя в качестве «голоса улиц», но «сделали немало для того, чтобы хип-хоп смог пробиться на радио и телевидение».
В 2019 году музыкальный критик информационного агентства InterMedia, Алексей Мажаев, рецензируя плейлист «Яндекс.Музыки» «Русский хип-хоп 90-х», отметил, что «Термоядерный джем» с песней «о путанице между рэперами и рапиристами» не пробился в звёзды, а «Мистера Малого» с его «Буду пагибать малодым» ругали почём зря.

### Рейтинги
В 2007 году главный редактор портала Rap.ru, Андрей Никитин, поместил альбом «Буду пагибать малодым» в список главных альбомов русского рэпа: «Подросток покорил страну. Без дешёвых натяжек, действительно покорил. Эта кассета была у каждого уважающего себя аудиопирата, а Мистера Малого слушали даже те подростки, которые слова „рэп“ не знали в принципе.».
В 2011 году редакция журнала TimeOut поместила песню «Буду погибать молодым» (1993) в список «100 песен, изменивших нашу жизнь».
В 2015 году редактор английского интернет-издания The Calvert Journal, Ольга Корсун, поместила песню «Буду погибать молодым» (1993) в список «10 music videos that were huge in 90s Russia».
В 2017 году редактор английского интернет-издания Highsnobiety, Анастасия Фёдорова, поместила песню «Буду погибать молодым» (1993) в список «A Brief, Untold History of Russian Rap», написав, что в треке Малой размышляет об опасностях алкоголя, наркотиков и сигарет — внезапно доступных на каждом углу и в любом возрасте.

## Дискография
Студийные альбомы
- 1995 — Буду пагибать малодым
- 1998 — Лови кураж
- 2002 — Курил. Бухал

Переиздания
- 2017 — Буду пагибать малодым (винил)

Совместные альбомы
- 2004 — Шлак-Дональдс (с группой «Пьянству бойс»)

Неизданные
- 2008 — На высоких берегах гламура[4]
- 2014 — Малимпиада[4]

Компиляции
- 2004 — Буду пагибать малодым / Лови кураж
- 2004 — БЭСТ-олочь!
- 2005 — Мистер Малой и эго дружки: малекула
- 2005 — Пей малоко: новое и лучшее
- 2005 — Полная кал-лекция MP3
- 2006 — MP3

Саундтреки
- 2003 — «Ядерный титбит» (компьютерная игра)
- 2004 — «Ядерный титбит: Flashback» (компьютерная игра)
- 2005 — «Невский титбит» (компьютерная игра)
- 2007 — «Одна любовь на миллион» (Мистер Малой — «Буду погибать молодым»)[70][71]

Чарты и ротации
По данным интернет-проекта Moskva.FM, 10 песен Мистера Малого были в ротации нескольких российских радиостанций с 2008 по 2015 год. При этом песня «Буду пагибать малодым» является самым популярным треком на радио, который за семь лет с 2008 по 2015 год прослушали 126 тысяч раз.

## Фильмография
Видеоклипы
- 1993 — «Буду погибать молодым»
- 1996 — «Раймонд Паулс»
- 2005 — «Да, да, да»
- 2008 — «Шлак-Дональдс»
- 2012 — «Дельта-План»
- 2014 — «Малимпиада»
- 2018 — «Пердизент»
- 2020 — «Криптохит»
- 2021 — «Путана» (1997)
- 2022 — «Бомба танцпола» (Bad Balance, Мальчишник, Мистер Малой)
- 2023 — «Сочифорния» (feat. Ронов)

Документальные фильмы
- 1995 — «Буду погибать молодым»[73]
- 2002 — «Тоннель»
- 2007 — «Pietari Underground» (Финляндия)
- 2010 — «Хип-хоп в России: от 1-го лица. Серия 71: Мистер Малой»[74]
- 2019 — «BEEF: Русский хип-хоп»[75]

Озвучивание фильмов
- 2007 — «Очень эпическое кино»
- 2007 — «Теркель и неприятность» (3D-мультфильм)